# Kiefer (Oklahoma)
Kiefer és un poble dels Estats Units a l'estat d'Oklahoma. Segons el cens del 2000 tenia 1.026 habitants.

## Demografia
Segons el cens del 2000, Kiefer tenia 1.026 habitants, 373 habitatges, i 281 famílies. La densitat de població era de 216,5 habitants per km².
Dels 373 habitatges en un 38,9% hi vivien nens de menys de 18 anys, en un 57,6% hi vivien parelles casades, en un 12,9% dones solteres, i en un 24,4% no eren unitats familiars. En el 20,4% dels habitatges hi vivien persones soles el 5,1% de les quals corresponia a persones de 65 anys o més que vivien soles. El nombre mitjà de persones vivint en cada habitatge era de 2,75 i el nombre mitjà de persones que vivien en cada família era de 3,19.
Per edats la població es repartia de la següent manera: un 29,7% tenia menys de 18 anys, un 9% entre 18 i 24, un 32,1% entre 25 i 44, un 21,2% de 45 a 60 i un 8,1% 65 anys o més.
L'edat mediana era de 33 anys. Per cada 100 dones de 18 o més anys hi havia 92,8 homes.
La renda mediana per habitatge era de 34.844 $ i la renda mediana per família de 42.500 $. Els homes tenien una renda mediana de 30.739 $ mentre que les dones 22.386 $. La renda per capita de la població era de 14.479 $. Entorn del 7,8% de les famílies i l'11,6% de la població estaven per davall del llindar de pobresa.

## Poblacions més properes
El següent diagrama mostra les poblacions més properes.